# 아릴기

페닐기는 가장 간단한 아릴기이며, 여기에서는 "R" 그룹과 결합되어 있다.

유기화학에서 아릴(Aryl)은 일반적으로 방향족 탄화수소와 같은 방향족성 고리에서 파생된 모든 작용기 또는 치환기를 말하며, 페닐 및 나프틸 등이 있다. "아릴"은 줄임말이나 일반화를 위해 사용되며, 화학 구조도에서 아릴기의 자리를 대신하기 위해 "Ar"을 사용하는데, 이는 모든 유기 치환기에 사용되는 "R"과 유사하다. "Ar"은 아르곤의 원소 기호와 혼동해서는 안 된다.
단순한 아릴기는 벤젠에서 유래한 페닐(C
6H
5−)이다. 다른 아릴기의 예는 다음과 같다.
- 톨루엔(메틸벤젠)에서 유래한 톨릴기(CH
3C
6H
4−)
- 자일렌(다이메틸벤젠)에서 유래한 자일릴((CH
3)
2C
6H
3−)
- 나프탈렌에서 유래한 나프틸(C
10H
7−)

아릴화는 아릴기가 치환기에 결합되는 과정이다. 이는 일반적으로 짝지음 반응을 통해 이루어진다.

## 명명법
가장 단순한 아릴기는 페닐이며, 수소 원자 중 하나가 어떤 치환기로 대체된 벤젠 고리로 구성되어 있으며 분자식은 C
6H
5−이다. 페닐 그룹은 벤질 그룹과 같지 않다는 점에 유의해야 하는데, 후자는 페닐 그룹이 메틸 그룹에 결합되어 있으며 분자식은 C
6H
5CH
2−이다.

페놀(또는 하이드록시벤젠)

페닐 그룹을 포함하는 화합물에 이름을 붙일 때, 페닐 그룹은 모체 탄화수소로 간주되어 접미사 "– 벤젠"으로 나타낼 수 있다. 또는 페닐 그룹을 치환기로 취급하여 이름 내에서 "페닐"로 설명할 수 있다. 이는 일반적으로 페닐 그룹에 결합된 그룹이 6개 이상의 탄소 원자로 구성될 때 수행된다.
예를 들어, 페닐 그룹에 연결된 하이드록실 그룹을 생각해 보자. 이 경우 페닐 그룹이 모체 탄화수소로 간주된다면 화합물은 하이드록시벤젠이라고 불린다. 또는 더 흔하게, 하이드록실 그룹을 모체 그룹으로 간주하고 페닐 그룹을 치환기로 취급하여 더 익숙한 이름인 페놀이 된다.

## 같이 보기
- 알킬
- 아릴 탄화수소 수용체, 다이옥신의 체내 표적[5]
- 아릴옥시 그룹
- 아렌